# Raport de masă
Raportul de masa este notat "r.m.",si este un calcul chimic.Este de forma "x:y:z" unde x,y,z sunt masele atomice ale elementelor care compun substanta.Poate fi simplificat,printr-un divizor comun al maselor atomice.
El reprezintă raportul masic(al celor mai mici numere naturale) în care se combină elemente chimice pentru a forma substanțe compuse.